# Sara Marín (gimnasta)
Sara Marín Fernández (Elche, Alicante, 1996) es una gimnasta española ganadora de 5 medallas de oro en los Trisome Games, campeona del mundo en 2018 y 9 veces campeona en el Campeonato de España de Gimnasia Rítmica para Personas con Discapacidad Intelectual.

## Biografía deportiva
Sara Marín empezó a entrenar con 3 años y a competir con 11 años. Entrenada por Titi Alberola y Lidia Marín, pertenece al Club Deportivo Algar de Elche.
Marín representó a España en gimnasia rítmica en los Trisome Games, una competición deportiva que se propone como las primeras Olimpiadas para personas con Síndrome de Down. En su primera edición, celebrada en 2016 en Florencia, la gimnasta logró cinco oros en las pruebas de cinta, mazas, aro, pelota y categoría general. La familia de Marín había realizado una recaudación para conseguir los 3.500 euros para costear el viaje de la gimnasta. 
En julio de 2018 participó en el Campeonato del Mundo de Gimnasia Rítmica para Personas con Síndrome de Down, disputado en Bochum (Alemania), donde logró el oro en la general, la plata en cuerda, en pelota y en mazas, y el oro en cinta.
En gimnasia rítmica no existe ninguna competición federada a nivel europeo o mundial para personas con discapacidad. Sara Marín y su club reivindican la gimnasia rítmica como disciplina en los Juegos Paralímpicos.

## Premios, reconocimientos y distinciones
- Finalista a Mejor Deportista Discapacitado de 2009 en los Premios Deportivos Provinciales de la Diputación de Alicante (2010)
- Mejor Deportista Discapacitado de 2012 en los Premios Deportivos Provinciales de la Diputación de Alicante (2013)
- Finalista a Mejor Deportista Discapacitado de 2013 en los Premios Deportivos Provinciales de la Diputación de Alicante (2014)[7]  1. ↑  Ortiz Fernández, Joana (26 de julio de 2016). «Sara Marín vuelve a casa con cinco medallas de oro en las Olimpiadas de síndrome de Down». Actuall. Consultado el 2 de agosto de 2016.
  2. ↑  «Homenaje de la Diputación de Alicante a la gimnasta ilicitana Sara Marín». Alicante Press. 27 de julio de 2016. Consultado el 2 de agosto de 2016.
  3. ↑  «Sara Marín, campeona del mundo». diarioinformacion.com. 9 de julio de 2018. Consultado el 11 de julio de 2018.
  4. ↑  «Sara Martín gana cinco medallas de oro en los Juegos Trisome». Huffington Post. 31 de julio de 2016. Consultado el 2 de agosto de 2016.
  5. ↑  «La española Sara Marín triunfa en los juegos olímpicos para personas con síndrome de Down». Última Hora. 31 de julio de 2016. Consultado el 2 de agosto de 2016.
  6. ↑  Moltó, Daniel (31 de julio de 2016). «Cinco oros para un ejemplo de perseverancia». El Mundo. Consultado el 2 de agosto de 2016.
  7. ↑  Diputación Provincial de Alicante. «Ganadores de los Premios Deportivos Provinciales de la Diputación de Alicante entre 1980 y 2012». caja-pdf.es. Consultado el 15 de abril de 2014.
- Medalla de Oro de la Generalidad Valenciana al Mérito Deportivo (2016)